# Opus Sanctorum Angelorum
L'Opus Sanctorum Angelorum (dal latino: Opera dei santi angeli), comunemente noto anche come Opus Angelorum, è un movimento della Chiesa cattolica che promuove la devozione agli angeli, in particolare agli angeli custodi.
Nel 2010, l'Opus Angelorum è stato riconosciuto dalla Santa Sede come conforme alla dottrina e al diritto canonico, a valle di un periodo nel quale alcune controversie lo avevano portato nel 1992 ad essere affidato alla supervisione di un sacerdote domenicano. Il movimento è diretto dall'Ordine dei canonici regolari della Santa Croce, che consta di una dozzina di comunità presenti in Austria, Italia, Germania, Portogallo, Colombi, Brasile, Messico, India, Filippine e negli Stati Uniti.
Secondo il diritto canonico, il movimento è qualificato giuridicamente come un'associazione di fedeli cristiani della quale sono membri sia laici che religiosi e sacerdoti, così come due istituti religiosi, i Canonici regolari della Santa Croce e le Suore della croce.
L'opera diffonde tra i fedeli la devozione agli angeli, esortando a pregare per i sacerdoti e promuovendo l'amore per Cristo, in particolare per la sua passione. Il giovedì sera e il venerdì pomeriggio i membri dell'opera dedicano un momento di preghiera per ricordare la Passione di Gesù, legata al culto degli angeli in quanto questi fu fortificato da un messaggero di Dio per sopportare il sacrificio della croce (Luca 22,43). L'Opus è attivo soprattutto in Austria, dove ha avuto origine, ma anche in Germania, Portogallo, Brasile, Messico, Indie, Filippine, Italia e Stati Uniti. Dal 1998 al 2020 il numero dei membri è diminuito da circa un milione di persone (inclusi circa 50 vescovi e alcuni cardinali) ad alcune migliaia di individui a livello globale.
Il pensiero della Bitterlich ha elementi di gnosticismo, risalenti alla "Kabbalah ebraica e all'antico dualismo persiano", in particolare con riferimento ai nomi presunti degli angeli, ai loro gruppi e funzioni.

## Appartenenza
I membri del movimento sono ammessi al suo interno mediante un percorso che prevede tre fasi:
1. la promessa: alla presenza di un sacerdote, ciascun candidato promette a Dio e al proprio angelo custode di amare tale angelo e di rispondere alle istruzioni che questi avrebbe fornito alla sua coscienza personale. Successivamente, durante un anno preliminare di iniziazione, il futuro membro si abitua ad ascoltare la voce dell'angelo;
2. consacrazione al proprio angelo custode: durante una cerimonia innanzi al Santissimo Sacramento, i membri si consacrano al proprio angelo custode, assimilandosi ad esso, imparando a venerarli. L'appartenenza all'ordine inizia con l'accettazione di questa consacrazione da parte di un sacerdote nel nome della Chiesa cattolica.
3. consacrazione a tutti gli angeli custodi: in un'altra cerimonia analoga, i membri si consacrano al regno angelico, rendendosi capaci di vivere "in comunione sacra con tutte le cose" e portando alla luce il "potenziale creativo latente" dell'individuo.[9][10]

## Storia
Il movimento fu fondato da un gruppo di sacerdoti e seminaristi a Innsbruck nel 1949. Esso si ispirò alle rivelazioni private che Gabriele Bitterlich (1896-1978) avrebbe ricevuto dagli angeli.
Nel 1961 il vescovo di Innsbruck istituì la Confraternita canonica degli angeli custodi. Ad essa seguirono altre associazioni, incluso un sodalizio sacerdotale e, nei due decenni successivi, il movimento si diffuse in molteplici luoghi in tutto il mondo.

### Controversie
Nei suoi numerosi scritti, la moglie di Bitterlich (mistica che ogni venerdì avrebbe vissuto spiritualmente la passione del Signore e che avrebbe ricevuto la rivelazione privata dagli angeli di diffondere la devozione verso di loro) propose teorie innovative circa le funzioni, la suddivisione e i nomi personali degli angeli e dei demoni, nonché l'esistenza di una battaglia in atto tra queste due classi di angeli. Queste teorie e le relative pratiche diedero inizio a delle accese controversie. Il 1º dicembre 1977 il cardinale Joseph Höffner, arcivescovo di Colonia, le espose alla Congregazione per la dottrina della fede la quale iniziò a studiarle poco tempo dopo la morte della signora Bitterlich nell'anno seguente.

La congregazione portò avanti l'indagine richiesta e il 24 settembre 1983 rispose con una lettera che dal suo incipit prese il titolo di Litteris diei. Il testo affermava:
1. Nel promuovere la devozione ai santi angeli, l'Opus Angelorum deve rispettare l'insegnamento della Chiesa, dei santi padri e dei dottori. In particolare, non deve diffondere una forma di devozione agli angeli che utilizzi i nomi derivanti dalle presunte rivelazioni private attribuite alla signora Gabriele Bitterlich, né deve mai utilizzare questi nomi in qualsiasi preghiera comunitaria.
2. l'Opus Angelorum non deve richiedere e neppure proporre ai propri membri ciò che è chiamato la promessa di segretezza, sebbene, con riferimento agli affari interni dell'opera, sia legittimo mantenere la discrezione a beneficio dei membri degli istituti ecclesiastici.
3. l'Opus Angelorum e i suoi membri osserveranno strettamente le norme della liturgia, in special modo quelle riguardanti l'eucaristia. Questo vale in particolare per la cosiddetta "Comunione di espiazione".»

Questo documento fu seguito da un decreto del 6 giugno 1992, che replicava i contenuti della lettera del 1983 e che, in previsione di una non corretta interpretazione ed applicazione di quest'ultima, dettava anche le seguenti regole:
1. Le teorie che hanno origine dalle presunte rivelazioni della signora Gabriele Bitterlich riguardanti il mondo degli angeli, i loro nomi personali, raggruppamenti e funzioni non possono essere insegnate e in alcun modo, sia esso esplicito o implicito, possono essere utilizzate nell'organizzazione o nella struttura dell'Opus Angelorum, quali il culto di adorazione, le preghiere, la formazione spirituale, la spiritualità, il ministero e l'apostolato pubblici o privati. La medesima regola vale anche per ogni altro istituto o associazione approvati dalla Chiesa.
2. le varie forme di atti di consacrazione agli angeli usate all'interno dell'Opus Angelorum sono proibite.
3. sono altresì proibite le cosiddette amministrazioni a distanza dei sacramenti, così come l'inserimento nella liturgia eucaristica e nella liturgia delle ore di testi, preghiere e riti riferibili direttamente o indirettamente alle summenzionate teorie.
4. gli esorcismi possono essere eseguiti soltanto in coerenza con le norme della Chiesa e con la disciplina in materia, nonché con l'applicazione di formule approvate dalla Chiesa.
5. un delegato con poteri speciali, nominato dalla Santa Sede, tenendosi in contatto con i vescovi, supervisionerà e promuoverà l'applicazione di queste norme. Egli inoltre chiarirà e determinerà le relazioni intercorrenti tra l'Opus Angelorum e i Canonici regolari della Santa Croce.»

Il pensiero della Bitterlich ha elementi di gnosticismo, risalenti alla "Kabbalah ebraica e all'antico dualismo persiano".

### Approvazione
Il delegato prescelto dalla Santa Sede fu un sacerdote domenicano, padre Benoît Duroux, il quale nel marzo 2010 cedette il testimone a un altro membro dello stesso ordine, padre Daniel Ols.
Il 31 maggio 2000 la Congregazione per la dottrina della fede approvò un'edizione riveduta della formula di consacrazione agli angeli che era in uso nel movimento.
Nel 2002 fu fondato a Innsbruck l'istituto femminile delle Suore della Santa Croce, associato e indipendente dai Canonici regolari.
Nel 2003 la Congregazione per gli istituti di vita consacrata e le società di vita apostolica promulgò la regola definitiva dell'Ordine dei canonici regolari della Santa Croce, un istituto religioso fondato nel 1131 e soppresso nel 1833, che era stato rifondato nel 1977 e aveva ricevuto dalla Santa Sede l'approvazione formale temporanea (il decretum laudis) nel 1979. In ossequio ai canoni 677 comma 2 e 303 del Codice di diritto canonico, la cura pastorale dell'Opus Angelorum fu affidata direttamente a quest'ultima.
Il 7 novembre 2008 la medesima congregazione ne approvò gli statuti, qualificandola come un'associazione pubblica di fedeli.
Il 4 novembre 2010 la Congregazione per la dottrina della fede dichiarava infine:
L'Opus Angelorum collabora con la Milizia di San Michele Arcangelo nei suoi ritiri spirituali.